# Ingá-do-brejo
O Ingá-do-brejo (Inga uruguensis Hooker et Arnott; Fabaceae - Mimosoideae) é uma árvore brasileira.